# Municipio de Suchiapa
El municipio de Suchiapa es un municipio mexicano de origen chiapaneca localizado en la parte central del Estado de Chiapas y forma parte de la Zona Metropolitana de Tuxtla Gutiérrez.

## Geografía

### Localización
La cabecera municipal está situada a 16° 37' 30'' latitud norte y 93° 6' 0'' longitud oeste y a una altitud de 500 m. sobre el nivel del mar.

### Clima
El clima es cálido subhúmedo con lluvias periódicas, la temperatura media anual en la cabecera municipal es de 24,4 °C, con una precipitación pluvial de 956 mm anuales.

### Límites
Sus colindancias son: al norte con Tuxtla Gutiérrez , al este con Chiapa de Corzo , al sur con Villaflores y al oeste con el municipio de Ocozocoautla de Espinosa.

### Hidrografía
El Municipio es recorrido por el río Suchiapa y por el arroyo San Joaquín.

### Geomorfología
La superficie municipal se encuentra formada por un 40% de zonas accidentadas y el resto por zonas semiplanas y planas. Geológicamente está constituido por terrenos de la Era Mesozoica del Período Cretácico Superior e Inferior. Las unidades de suelo predominantes son: rendzina y vertisol. 

### Flora y fauna
La flora la constituyen principalmente: nanche, roble , caoba , camarón, cepillo, cupapé , guaje , huizache (espina blanca), ishcanal, mezquite y sospó. En lo que a la fauna se refiere ésta presenta diversas clases de especies distinguiéndose: boa , cantil, falsa, iguana de roca, iguana de ribera, correcaminos , chachalaca, olivácea, gavilán coliblanco, mochuelo rayado, urraca copetona, comadreja , murciélago , tlacuache y zorro.

## Toponimia
Existen dos teorías respecto al nombre Suchiapa, la primera dice que el nombre es de origen nahoa, proviene de los vocablos shushik (joven) y chiapan que significaría "la nueva chiapa" en referencia a su parecido a Chiapa de Corzo, también se cree que proviene de la expresión dada por los españoles "al sur de chiapa". La segunda propone que el nombre Suchiapa es de origen náhuatl,  y que proviene de la conjunción de los vocablos, xóchitl (flor) y apan (locativo de agua), significando así "lugar del río de las flores". El municipio, su cabecera municipal, así como el río que lo atraviesa, reciben el nombre de Suchiapa.

## Historia
En la época precortesiana fue una colonia de los chiapanecasTeochiapan y a partir de 1897 es un Municipio Libre, sede del Ayuntamiento Constitucional del mismo nombre. Cuenta con un templo que data de la época colonial (siglo XVII).

## Demografía
De acuerdo a los resultados del Censo de Población y Vivienda realizado en 2020 por el Instituto Nacional de Estadística y Geografía, la población total del municipio de Suchiapa es de 25 627 habitantes.
La densidad poblacional del municipio es de 29.4 habitantes por kilómetro cuadrados.

### Localidades
En el censo de 2020 el municipio de Copainalá contaba con 91 localidades.
| Código INEGI      | Localidad         | Población (2020) |
| ----------------- | ----------------- | ---------------- |
| 070860001         | Suchiapa          | 19 571           |
| 070860023         | Pacú              | 2 783            |
| Otras localidades | Otras localidades | 3 273            |
| Total municipal   | Total municipal   | 25 627           |

## Economía local
Sus actividades principales son la ganadería , la silvicultura y la agricultura (maíz). Su principal actividad económica es la agricultura y la mayoría de las personas de este municipio viajan diariamente a la capital del estado para trabajar como obrero (peones, albañiles, carpinteros, dependientes).

## Educación
En el municipio de Suchiapa existen diversas instituciones públicas que ofrecen educación preescolar, primaria, secundaria y media superior. También es sede de la Universidad Politécnica de Chiapas (UPChiapas), una de las principales instituciones tecnológicas del estado.

## Festividades
Las festividades en este municipio son frecuentes, pues celebra alrededor de 5 ferias en el año, dentro de las más destacadas se encuentra la feria de Corpus Christi en el que se observa un colorido de los disfraces que los nativos suelen vestir (chamulas, tigres, gigante emplumado, venado). En enero, la fiesta de San Esteban con la danza de parachicos y toritos y San Sebastián con los tradicionales viejos que recorren las calles más importantes del pueblo.  La Santa Cruz con los espadañeros, hombres que llevan sobre su espalda hojas de la planta dioon merolae para ofrendarla a esta virgen. La festividad de Santa Ana con la danza de Nambayuli una fusión entre los españoles y los indígenas chiapanecos.

Corpus Christi, Suchiapa
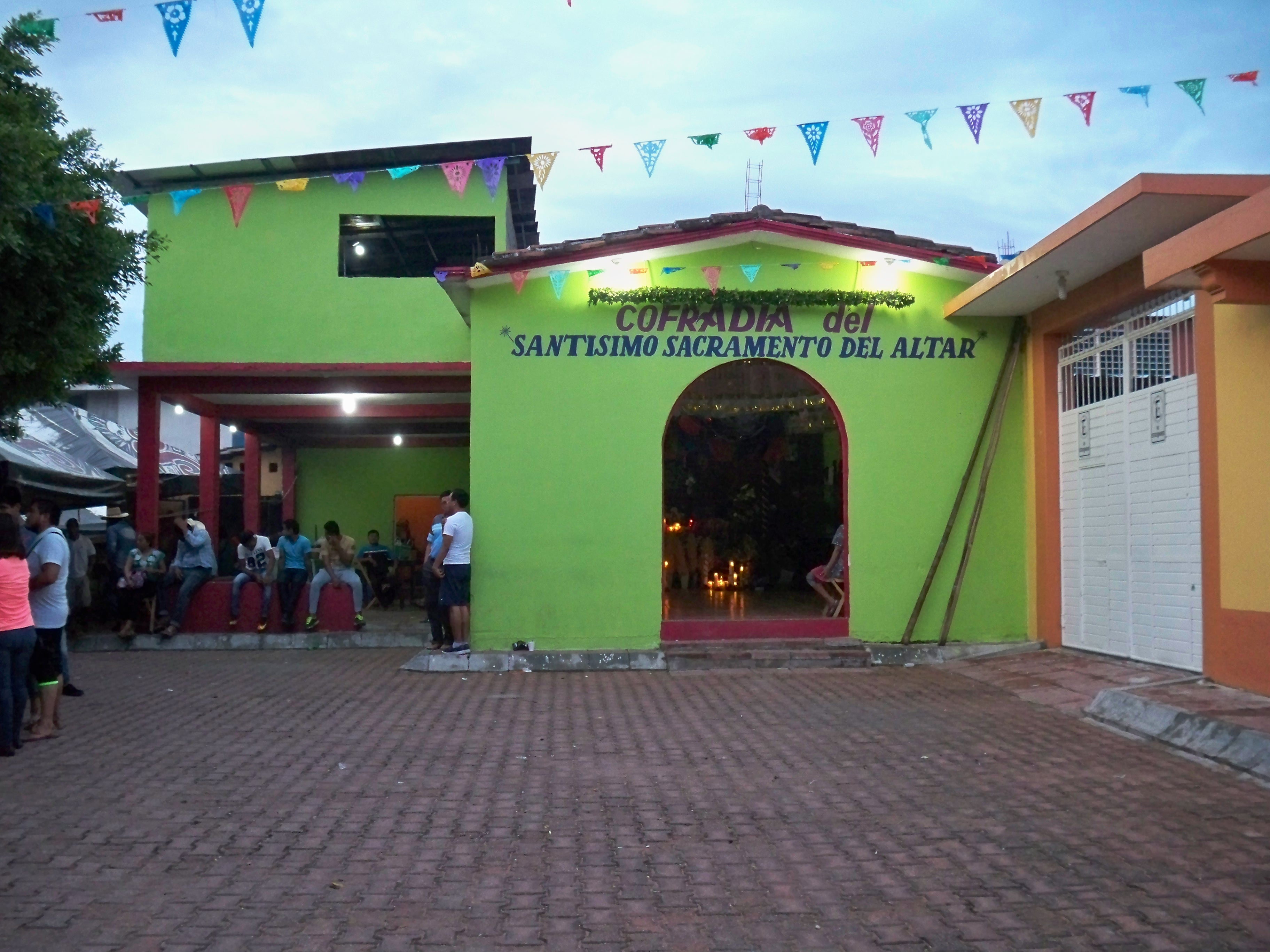
Cofradía del Santísimo Sacramento del Altar (2017)
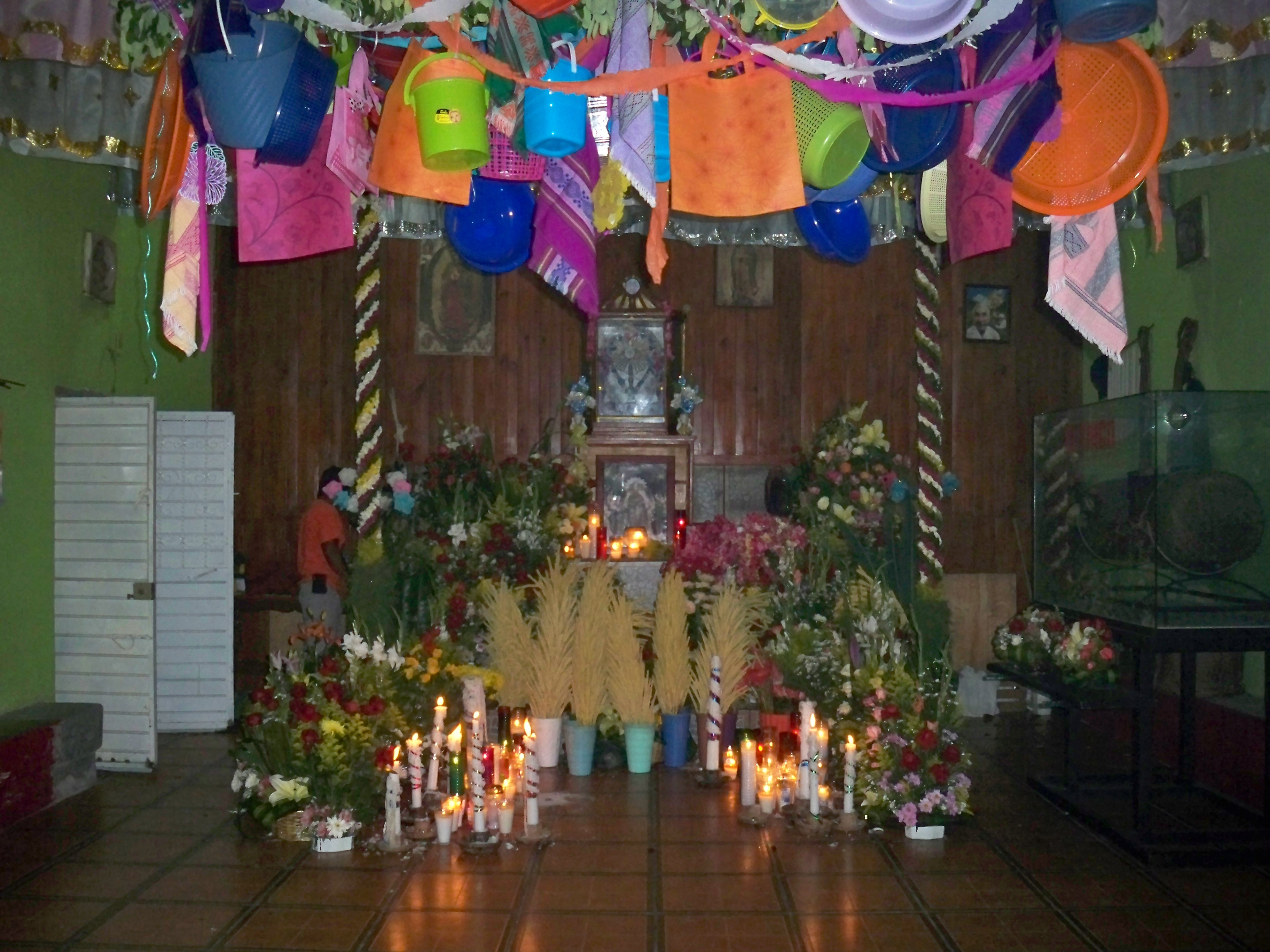
Interior de la Cofradía del Santísimo Sacramento del Altar en Suchiapa (2017)
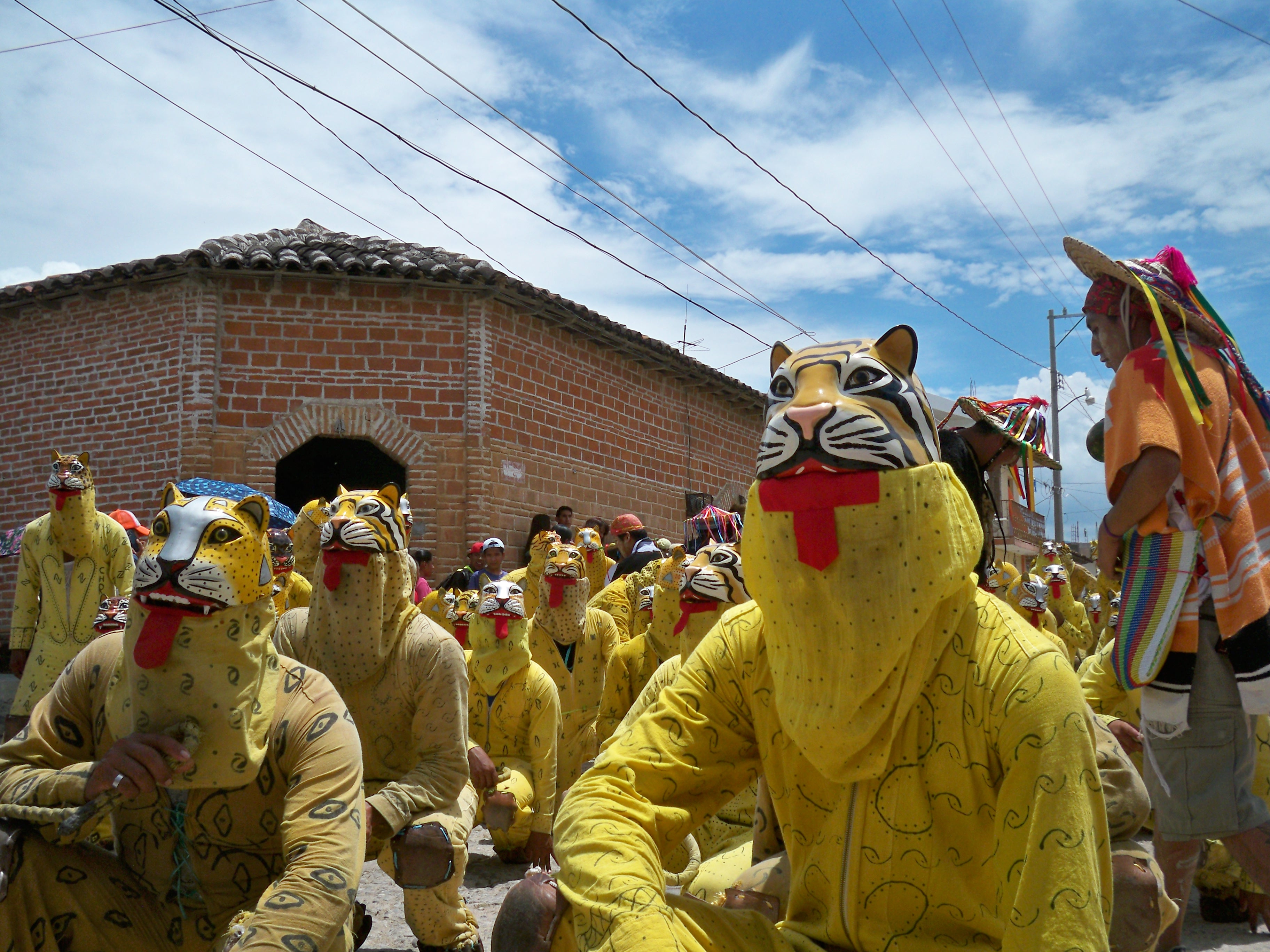
Personaje del tigre, un danzante de Corpus Christi en Suchiapa, 2017
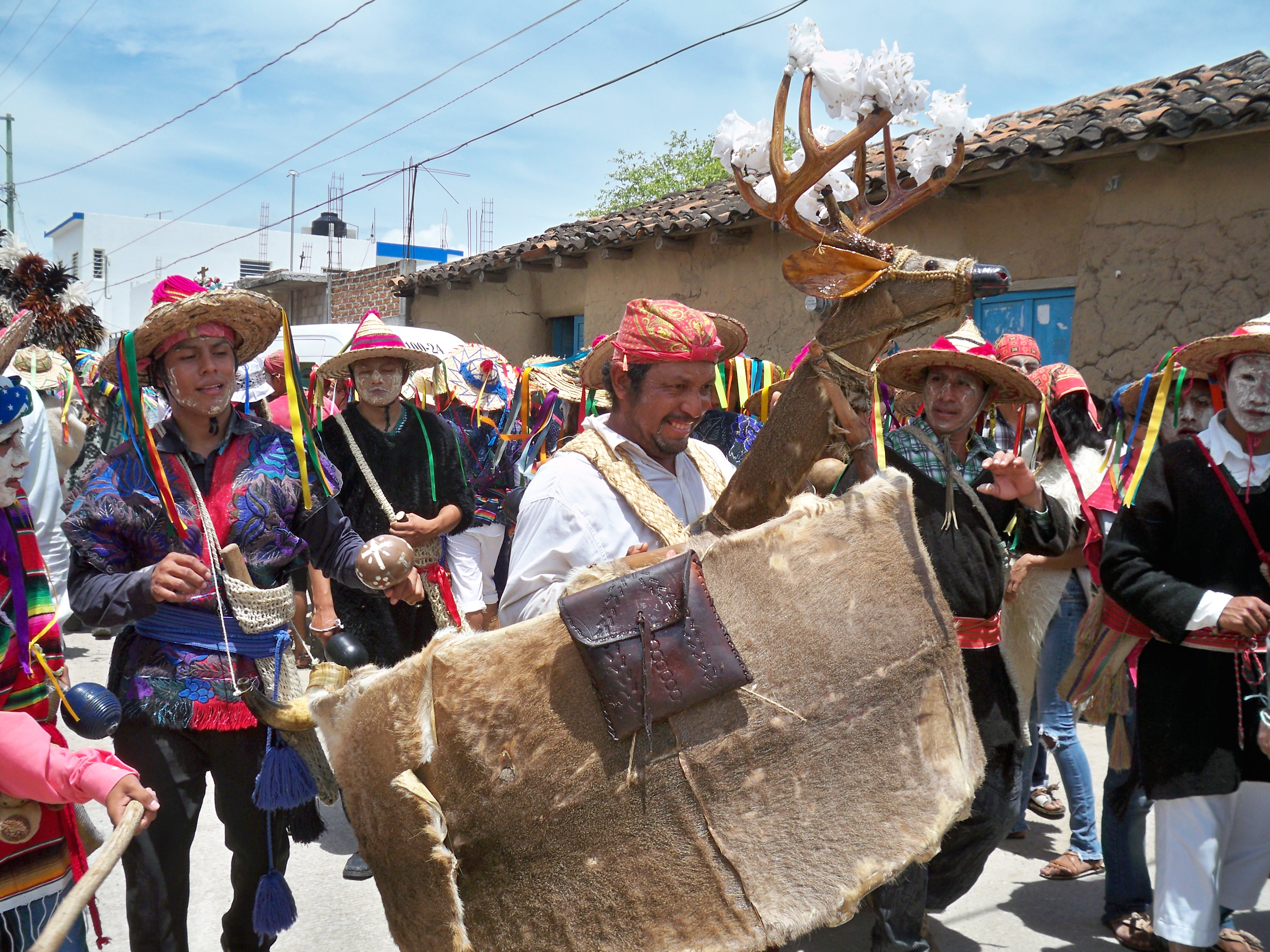
Personaje del calalá, un danzante de Corpus Christi en Suchiapa, 2017
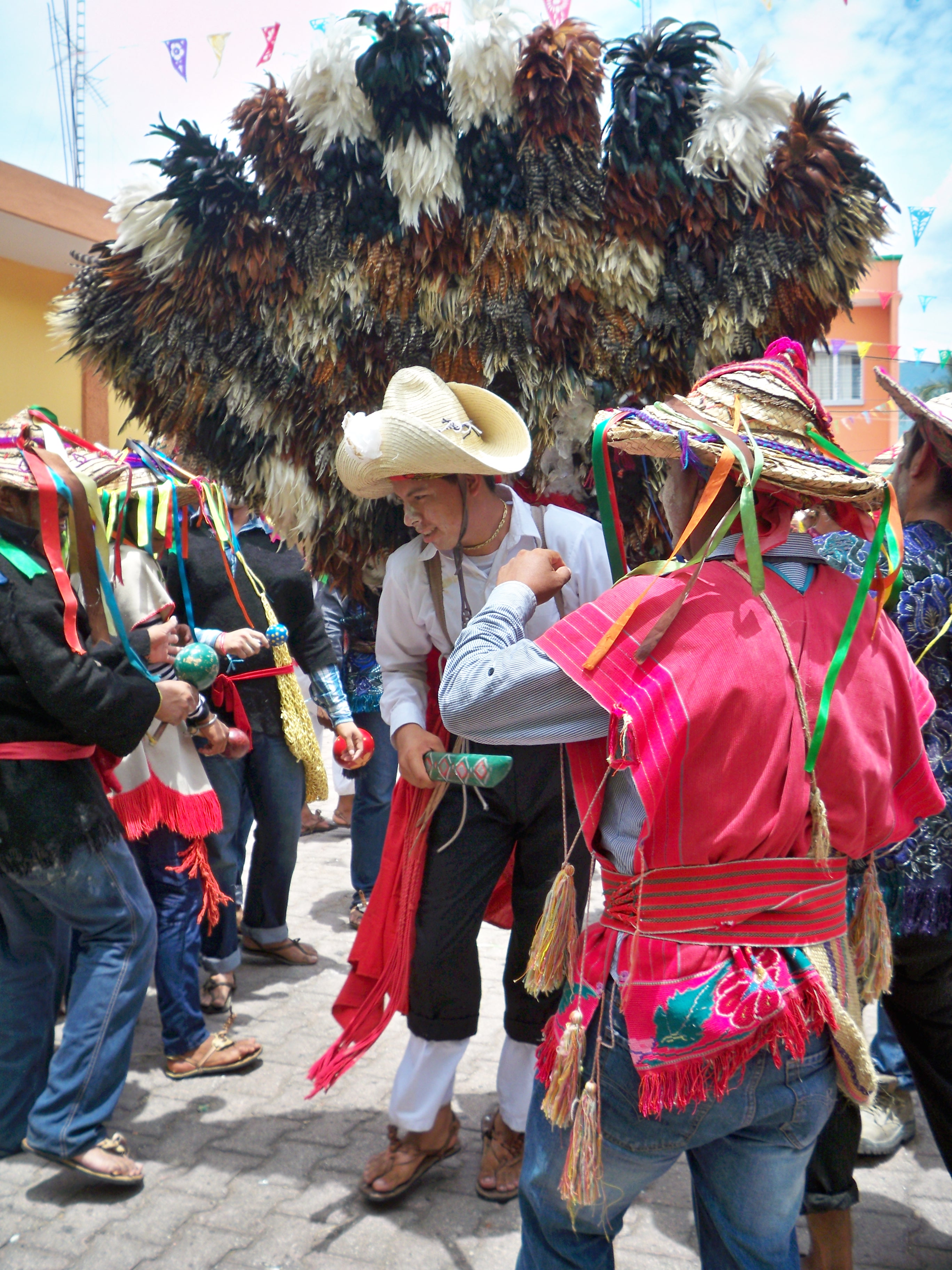
Personaje del gigante, un danzante de Corpus Christi en Suchiapa, 2017
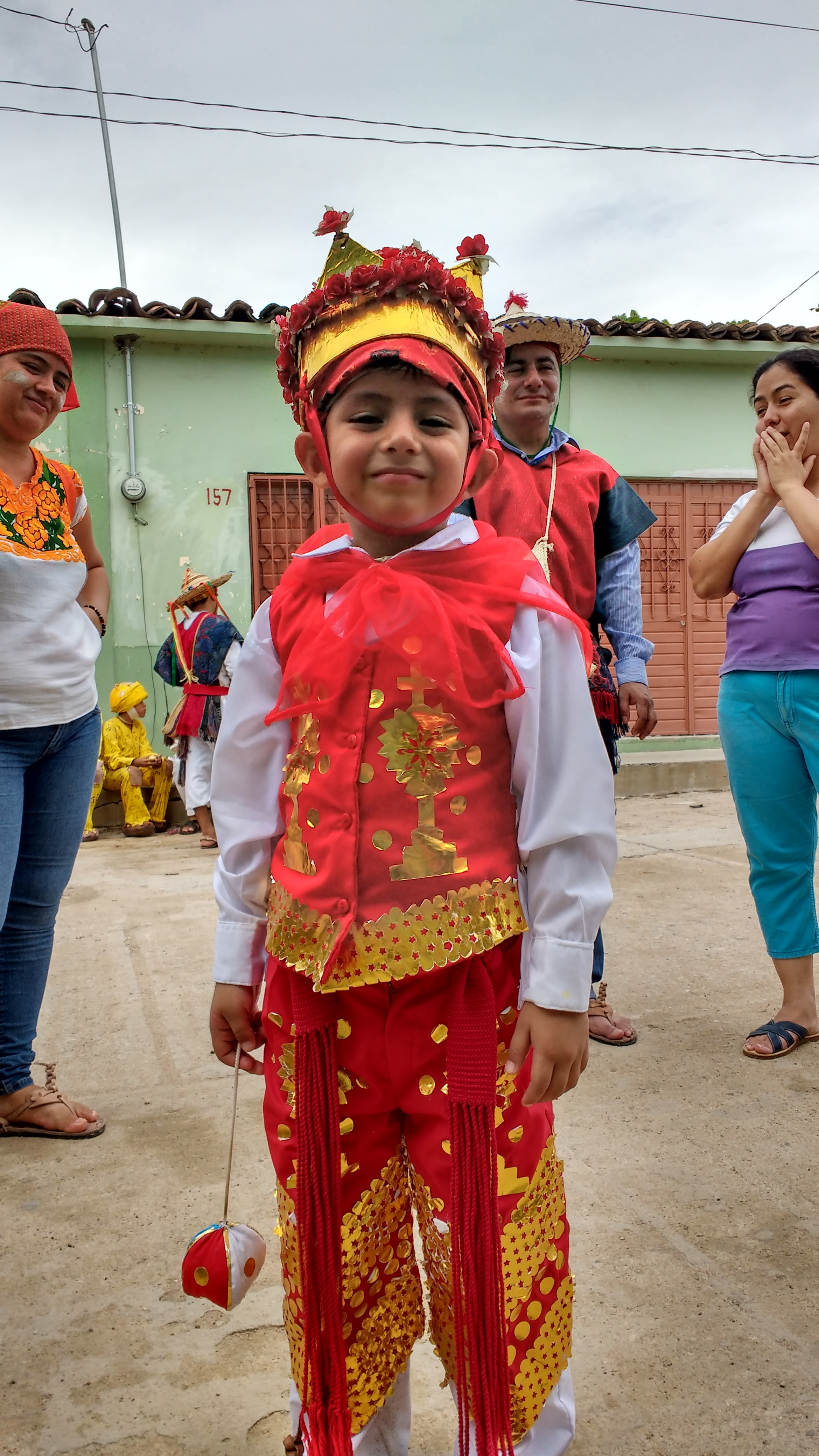
Personaje del gigantillo, un danzante de Corpus Christi en Suchiapa, 2017
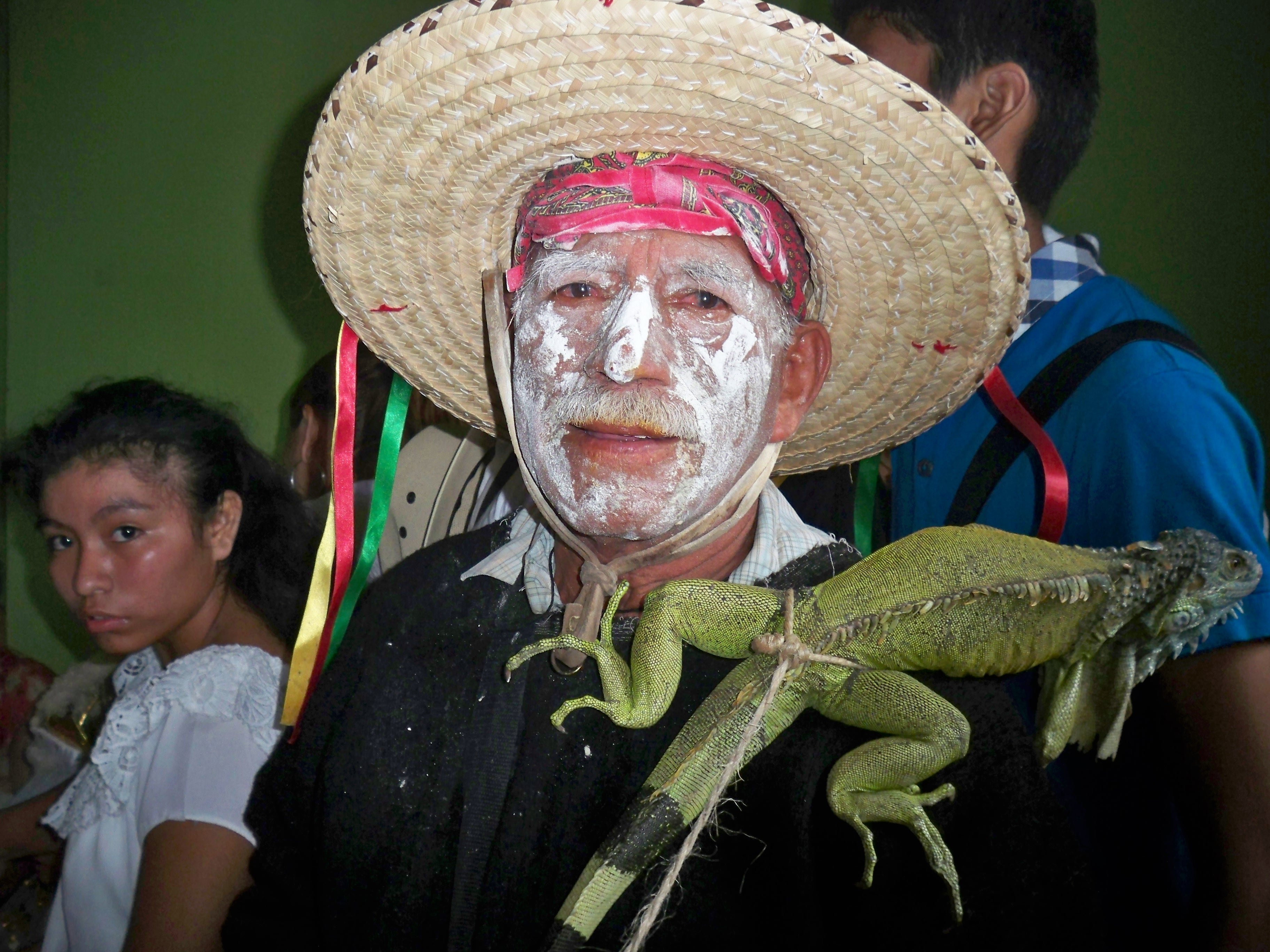
Personaje del chamula, un danzante de Corpus Christi en Suchiapa, 2017
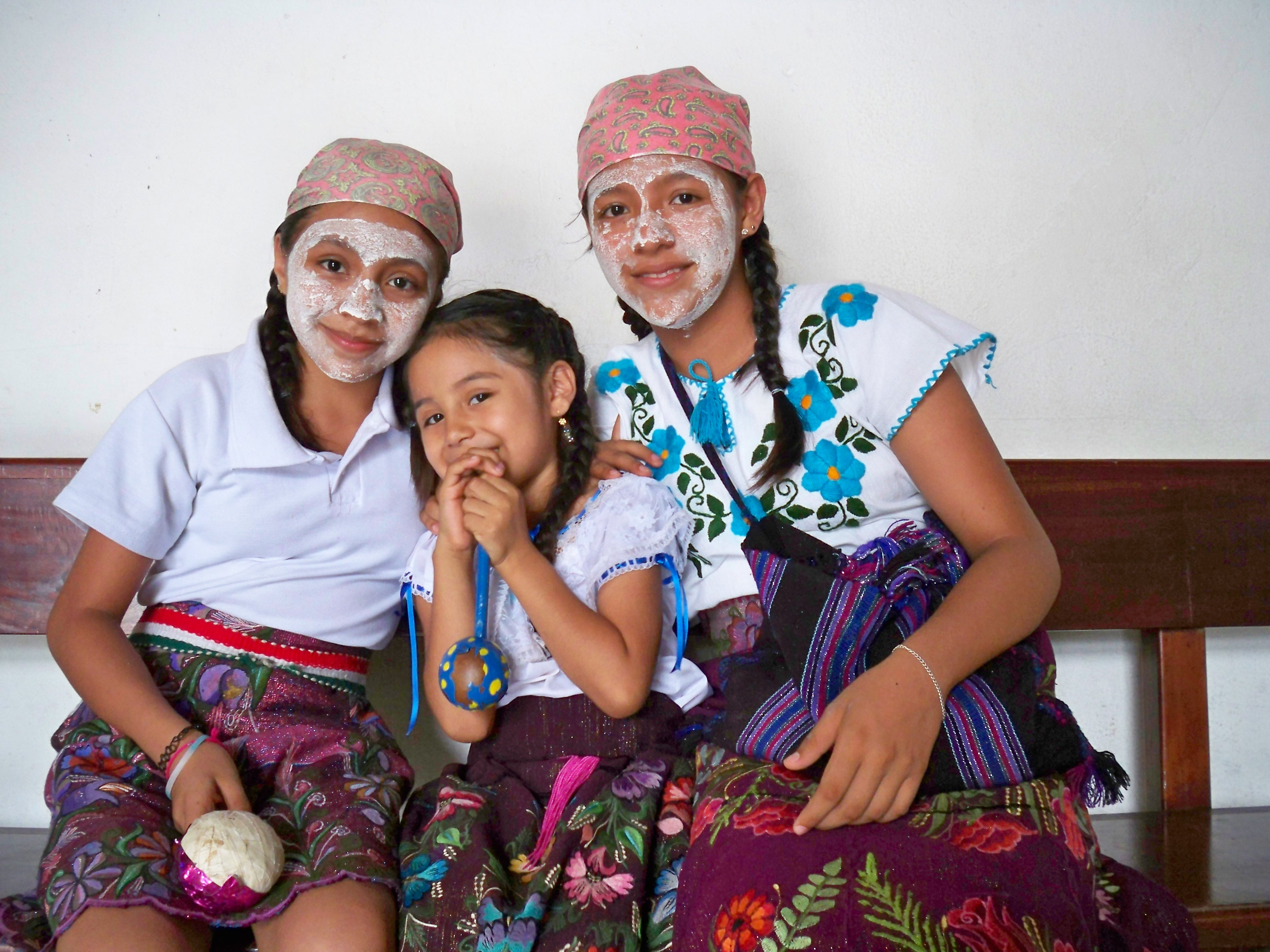
Danzantes infantes vestidas de chamulas, Suchiapa 2017
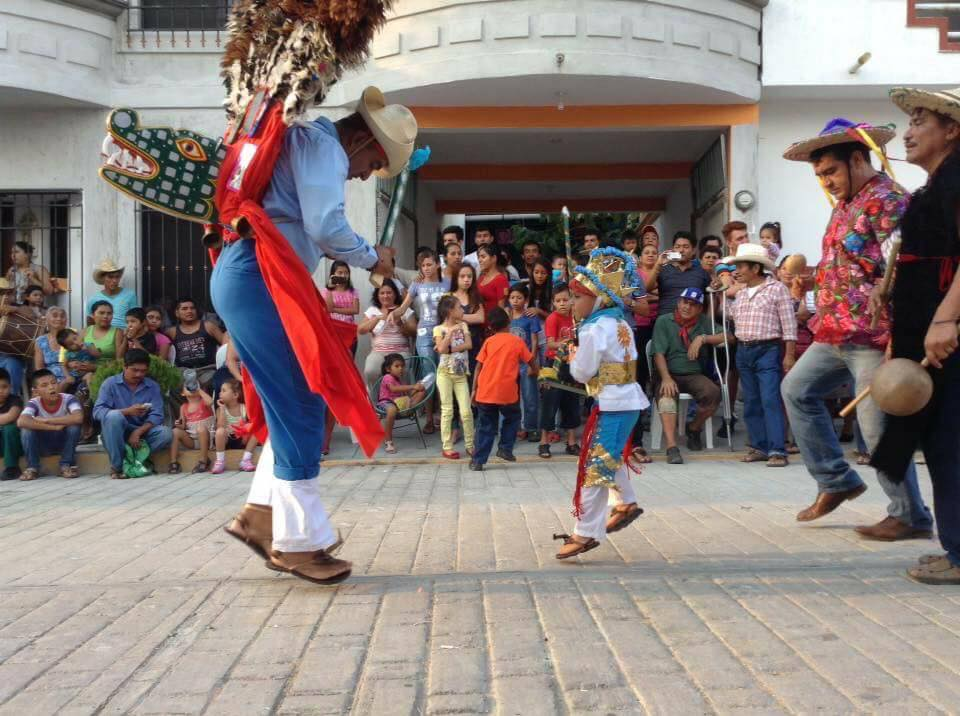
Danzando en el aire, Gigante y el Gigantillo, Suchiapa 2016
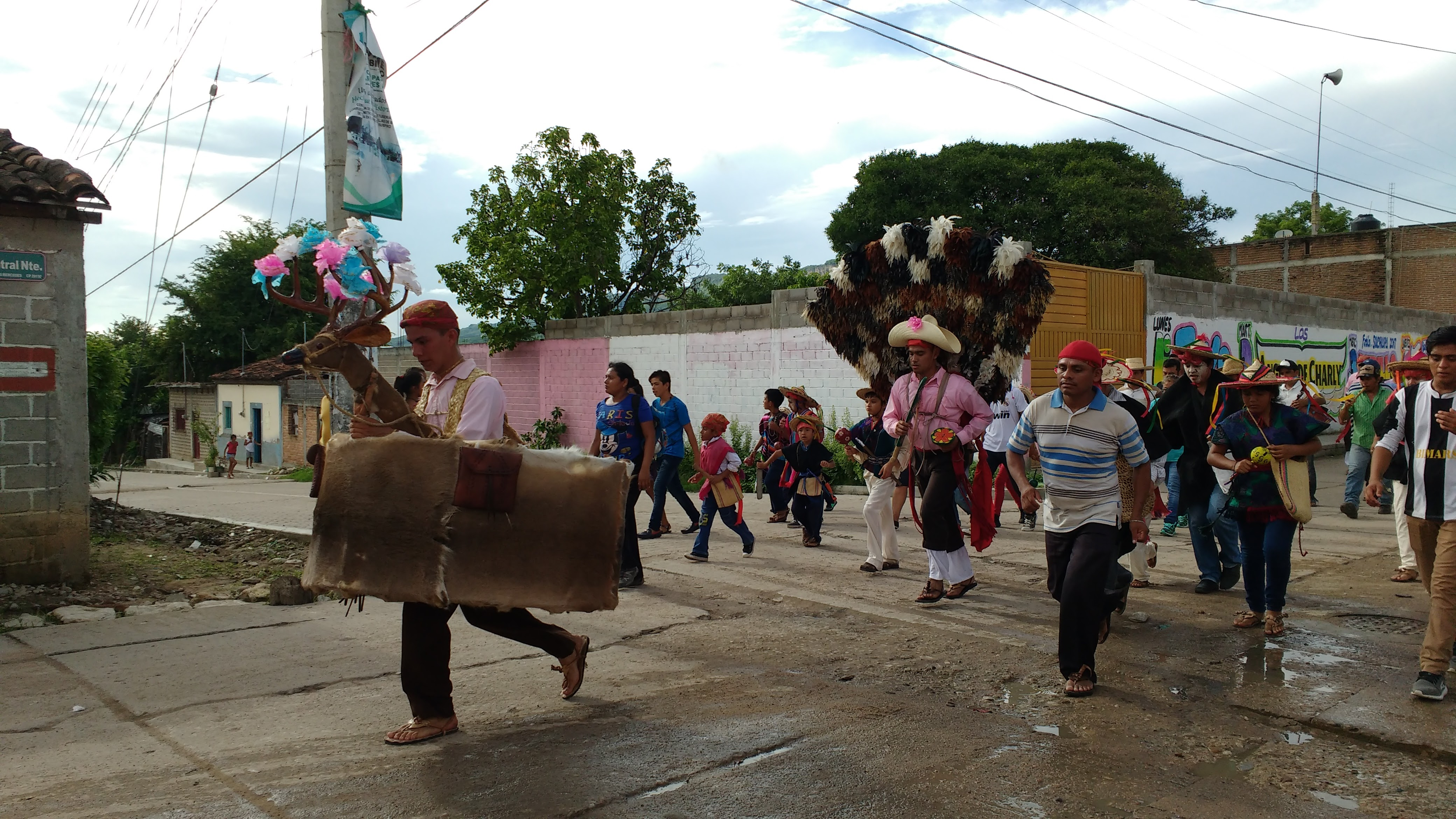
Personajes de Corpus Christi danzando en la calle, Suchiapa 2017
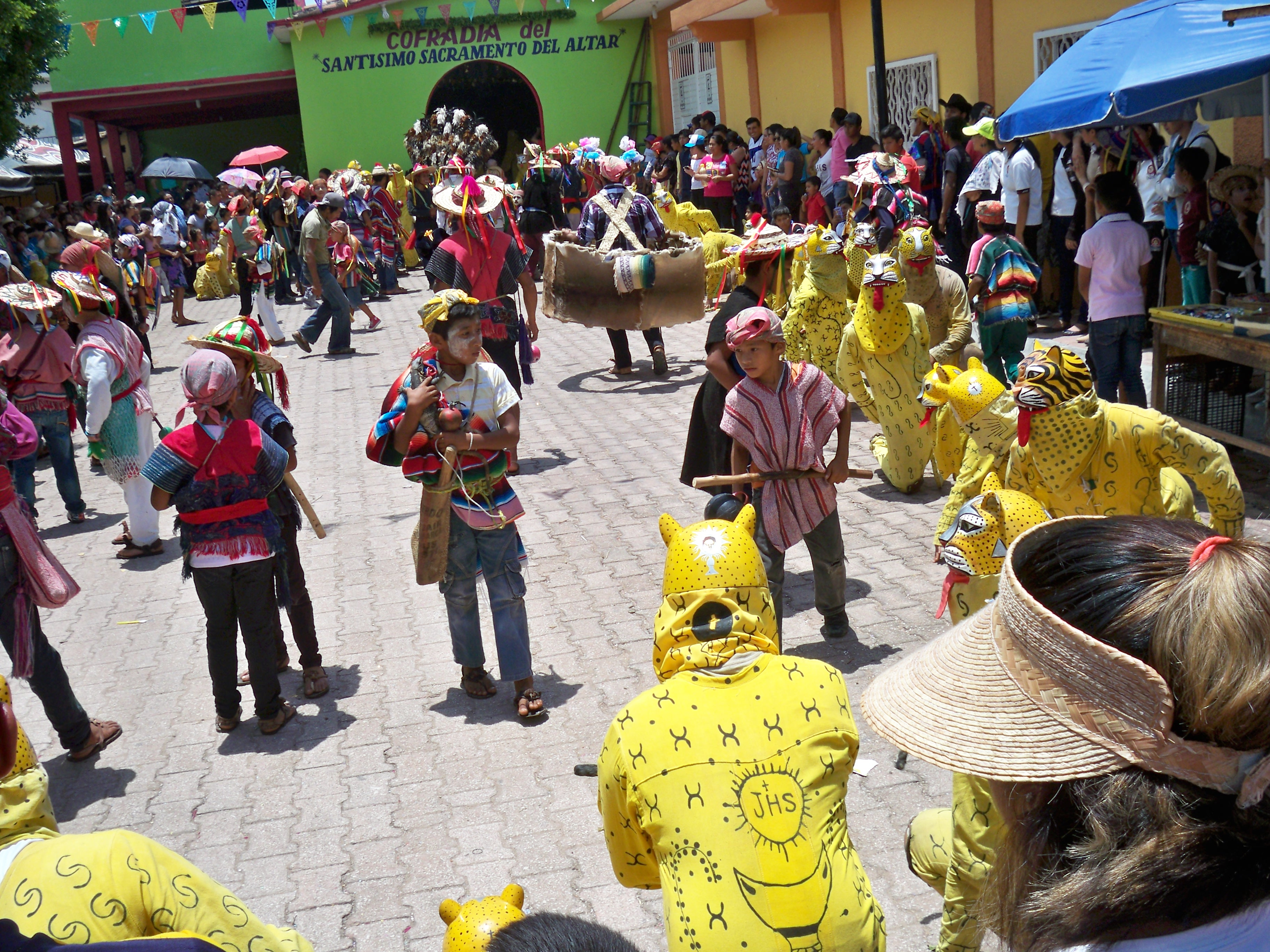
Danza de Corpus Christi frente a la Cofradía del Santísimo Sacramento del Altar, Suchiapa 2017
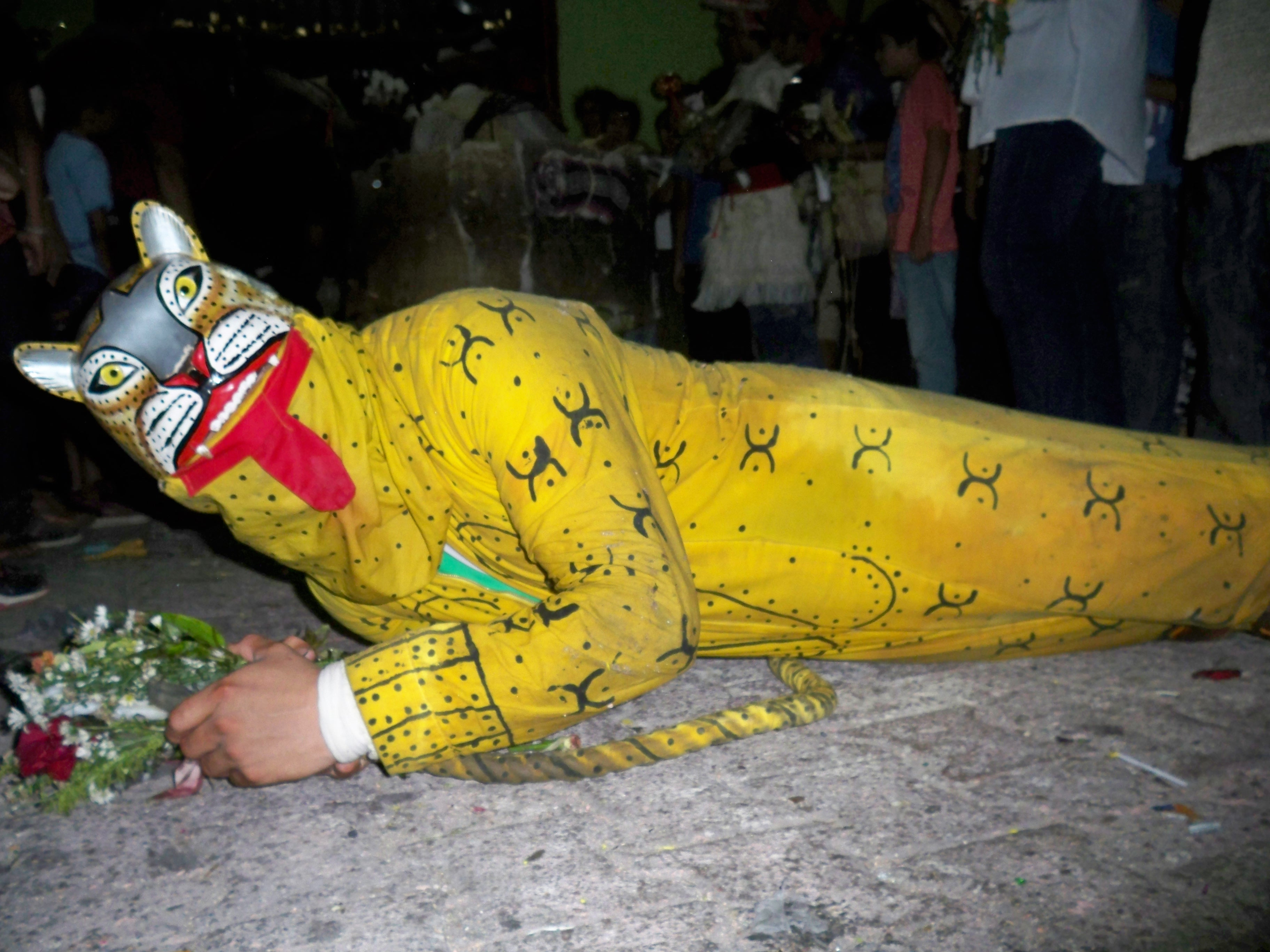
Personaje del tigre en el día de la Revolcada, último día de Corpus Christi, Suchiapa 2017
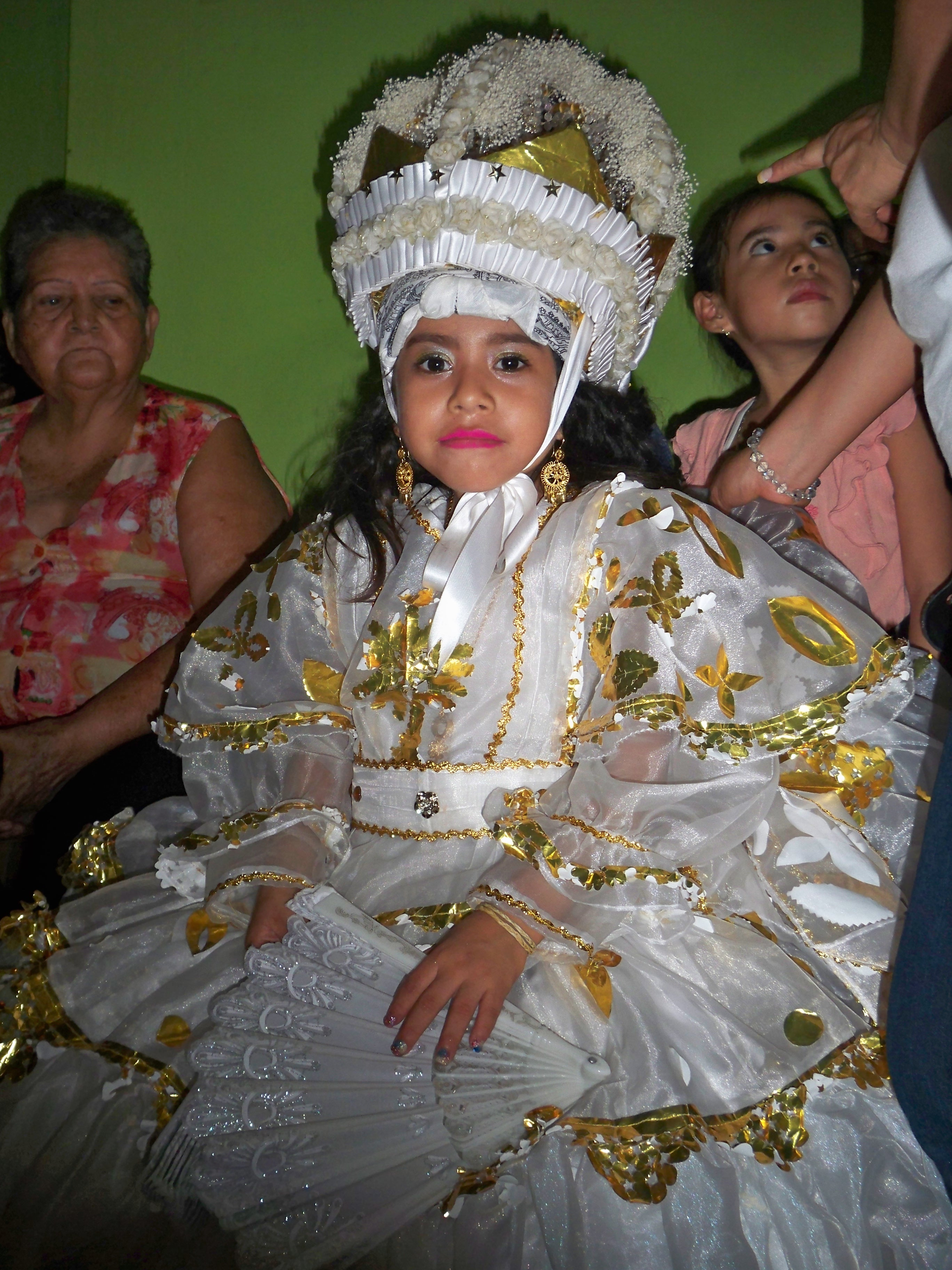
Personaje de la reinita, una danzante de Corpus Christi en Suchiapa, 2017
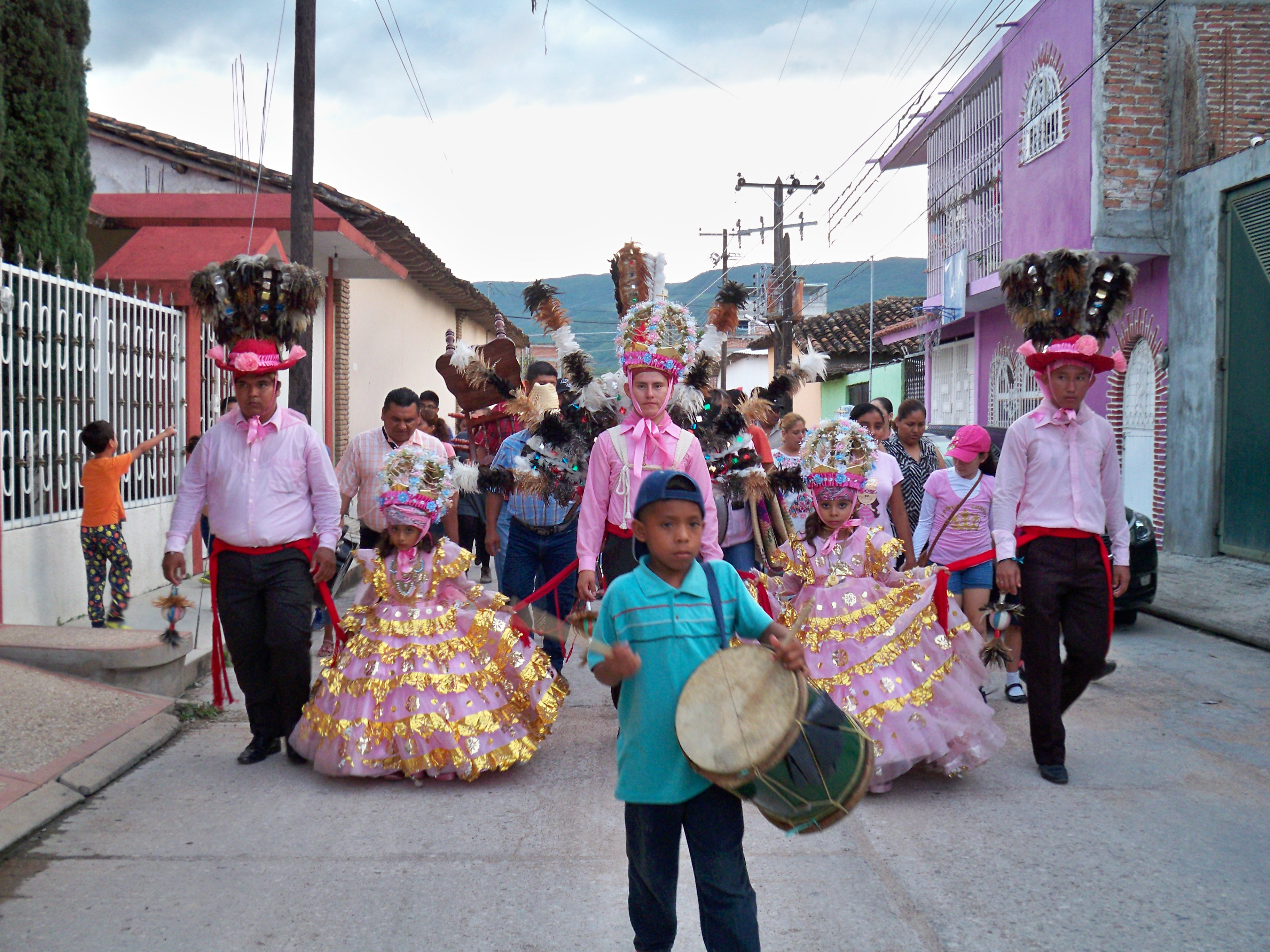
Danza de la reinita, grupo de la Cofradía del Santísimo Sacramento del Altar, Suchiapa 2017
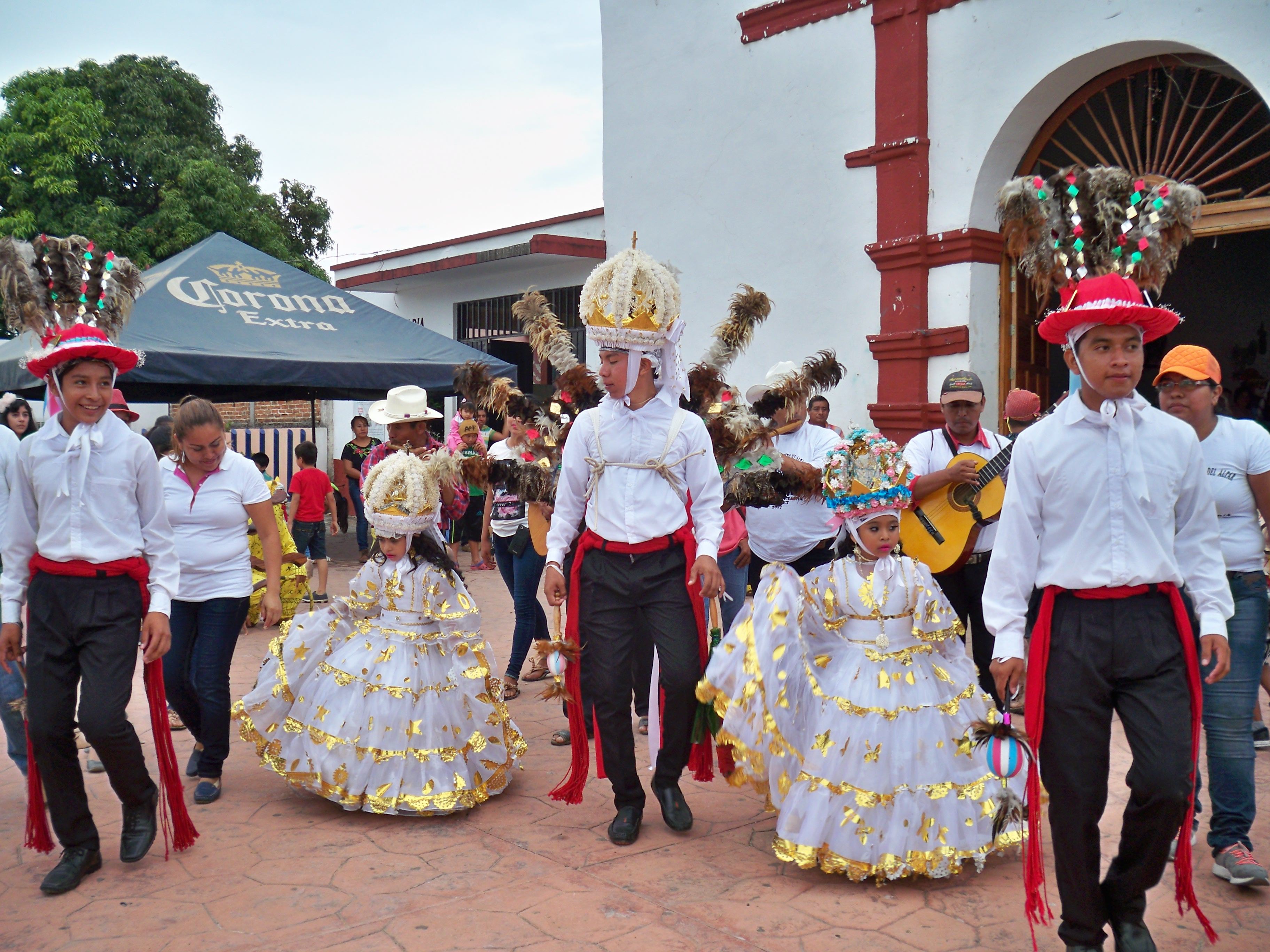
Danza de la reinita, grupo de la Iglesia San Esteban Mártir, Suchiapa 2017

## Gobierno
Desde el 1 de julio del 2018 ha sido la presidenta municipal, la señora Alexa Nucamendi Gómez, grando reelegirse el 1 de julio del 2021. Actualmente, el Ayuntamiento tiene las siguientes personas al servicio del municipio:
- Síndico municipal, CP Yadira Abarca Vázquez
- Secretario municipal, CP René  Gómez Salas
- Tesorero municipal, CP Amberlain Guillén Llaven
- Regidor, CP José Manuel Serrano Altamirano
- Regidor, CP Beatriz Gómez Castillo
- Regidor, CP Alicia Pérez Morales
- Regidor, CP Adriana Cundapí Velázquez